# Selaginella
Selaginella е род плауновидни растения, включващ около 700 вида. Те са пълзящи, с прости люспоподобни листа и дихотомно разклоняващи се стъбла, от които могат да израстват и добавни корени. Selaginella са хетероспорови растения и образуват микроспори и макроспори. Повечето видове са разпространени в тропическите области. В България се срещат два вида – Selaginella helvetica и Selaginella selaginoides.